# Audio

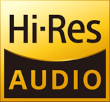
Logo audio

L'audio (dal latino audio = sento, ascolto) è tutto ciò che riguarda l'udito, l'acustica e l'informazione elettronica che rappresenta il suono in generale, quindi l'ascoltabile, come il parlato, i rumori, la musica, ecc. Avendo il suono una natura temporale, nell'elettronica in particolare, l'audio è un flusso informativo continuo e gestibile, solitamente temporizzato, rappresentato da un segnale audio e condotto in un canale audio: il flusso informativo che "scorre" al interno delle apparecchiature elettroniche, per essere manipolato, trasportato, convertito, ecc, sotto forma di suoni acustici, di corrente elettrica nei circuiti e nei cavi per telecomunicazioni, di onde elettromagnetiche nello spazio, o di luce nelle trasmissioni a lunga distanza. I canali audio possono essere molteplici, da 1 (monofonico) a svariati (teoricamente infiniti), e generalmente 2 (stereo) o da 3 a 7 e più (multicanali).   
L'audio può anche essere memorizzato in varie forme, all'interno di vari supporti meccanici, elettronici o magnetici, per essere conservato e riutilizzato nel tempo. L'audio è spesso complementare al video (canale video).

## Struttura e impiego

Un altro logo audio

Lo spettro audio comprende le frequenze da 16 a 20 000 Hz, e quindi necessita di oscillatori, circuiti ed amplificatori adeguati per la cosiddetta “bassa frequenza”. Le varie altezze dei suoni si possono suddividere in diverse gamme di frequenza, e così, 3 divisioni dello spettro portano alle basse (~ 16 ÷ 170 Hz), alle medie (~ 170 ÷ 1900 Hz) e alle alte frequenze (~ 2 ÷ 20 kHz), mentre 5 divisioni, invece, vedono solitamente le basse (16 ÷ 70 Hz), medio-basse (70 ÷ 300 Hz), medie (300 ÷ 1200 Hz), medio-alte (1,2 ÷ 5 kHz) ed alte (5 ÷ 20 kHz). L'audio è utilizzato in moltissimi ambiti e ovunque sia utilizzata l'elettronica per registrare e riprodurre, trasmettere o creare il suono. Gli ambiti più importanti sono: discografia, telefonia, radio, cinema, televisione, hi-fi, internet, home video, home theater e home entertainment.

## Audio analogico e digitale
L'informazione elettronica può essere rappresentata in due forme diverse: analogica o digitale. L'informazione elettronica in forma analogica è propria dell'elettronica analogica, mentre l'informazione elettronica in forma digitale è propria dell'elettronica digitale. Nell'elettronica analogica, la prima a svilupparsi, l'informazione elettronica varia con analogia all'informazione che rappresenta, varia quindi in modo continuo e può assumere un numero anche molto alto di valori proprio come l'informazione che rappresenta. Nel 1941, con la realizzazione dell'Atanasoff-Berry Computer, il primo computer elettronico digitale, nasce l'elettronica digitale. Nell'elettronica digitale l'informazione che si vuole rappresentare in forma elettronica viene codificata in una sequenza di numeri, l'informazione elettronica varia quindi in modo discreto e può assumere solo un numero limitato di valori, il numero di cifre utilizzato dal sistema numerico scelto per tale codifica.
L'audio analogico è l'audio rappresentato in forma analogica mentre l'audio digitale è l'audio rappresentato in forma digitale.
La prima forma di rappresentazione dell'audio ad essere utilizzata è stata quella analogica, l'audio cioè è nato come audio analogico. Solo successivamente si è iniziato ad implementare ed utilizzare l'audio digitale.
Oggi è in atto un progressivo passaggio dall'audio analogico all'audio digitale, passaggio che rientra in quello più generale da rappresentazione analogica a rappresentazione digitale dell'informazione elettronica per gli indubbi vantaggi offerti dalla seconda.
Su tale passaggio è importante sfatare un'idea che si è ormai radicata fortemente tra la gente complice una campagna mediatica in atto da alcuni decenni ad opera dell'industria elettronica: l'informazione elettronica digitale possiede una qualità superiore rispetto a quella analogica. Ciò è completamente falso: la qualità dell'informazione elettronica non dipende dal tipo di rappresentazione utilizzata ma da come viene realizzata tale rappresentazione. I vantaggi della rappresentazione in forma digitale dell'informazione elettronica sono altri e tutti derivanti dal fatto che in tale rappresentazione l'informazione elettronica può assumere solo un numero molto limitato di valori (normalmente due in quanto nella maggior parte dei casi viene utilizzato il sistema numerico binario): è possibile elaborarla, trasmetterla e copiarla senza degradarla. Nell'elettronica analogica invece, anche utilizzando le apparecchiature più sofisticate, l'informazione elettronica subisce sempre un degrado nel momento in cui viene trattata (elaborata, trasmessa, copiata).
A titolo di esempio, una radio con l'audio analogico, fa da interfaccia tra un segnale analogico proveniente dall'antenna e un sistema analogico (un trasduttore o un insieme di trasduttori che trasformano il segnale elettrico proveniente da un amplificatore acustico in suono), oppure, fa da interfaccia tra un segnale digitale e un sistema analogico (un trasduttore o un insieme di trasduttori che trasformano il segnale elettrico proveniente da un amplificatore acustico in suono) mediante una conversione interna digitale-analogico, mentre, una radio con l'audio digitale fa da interfaccia tra un segnale analogico proveniente dall'antenna e un sistema digitale (un trasduttore o un insieme di trasduttori che trasformano il segnale elettrico proveniente da un amplificatore acustico in suono) mediante una conversione interna analogico-digitale, oppure, fa da interfaccia tra un segnale digitale decodificato proveniente dall'antenna e un sistema digitale (un trasduttore o un insieme di trasduttori che trasformano il segnale elettrico proveniente da un amplificatore acustico in suono).

## Canali audio
Nel corso dei decenni sono state sviluppate varie tecniche di registrazione/riproduzione del suono, ma solo per tre di esse è stata coniata una denominazione: monofonia, stereofonia e quadrifonia. Tali tecniche hanno dato origine a varie tipologie di audio.

### Audio monofonico o monocanale

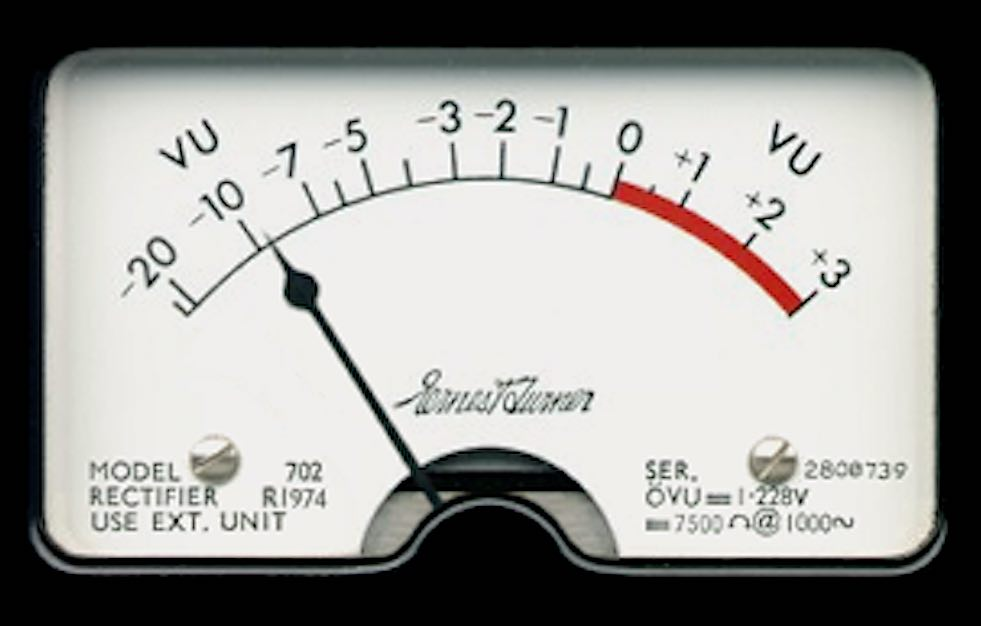
VU meter monofonico

La prima tecnica di riproduzione/registrazione del suono sviluppata è stata la monofonia, la più semplice di tutte, ma anche quella che offre le prestazioni minori. Nella monofonia è presente un unico flusso informativo sonoro destinato ad essere riprodotto da un unico diffusore acustico posizionato frontalmente all'ascoltatore. Per esigenze particolari, come ad esempio la necessità di servire un ambiente d'ascolto molto ampio, tale flusso informativo può anche essere riprodotto da più diffusori acustici ma le informazioni sonore riprodotte dai diffusori acustici rimangono comunque le medesime. L'audio che implementa la monofonia è chiamato audio monofonico (anche abbreviato in audio mono). Nell'audio monofonico è presente un unico flusso informativo elettronico rappresentante l'unico flusso informativo sonoro presente nella monofonia. Tale flusso informativo elettronico è chiamato canale audio (o anche semplicemente canale se chiaro il contesto audio), ed essendocene solo uno nell'audio monofonico questo viene anche chiamato audio monocanale o "monoaurale".

### Audio stereofonico e multicanale

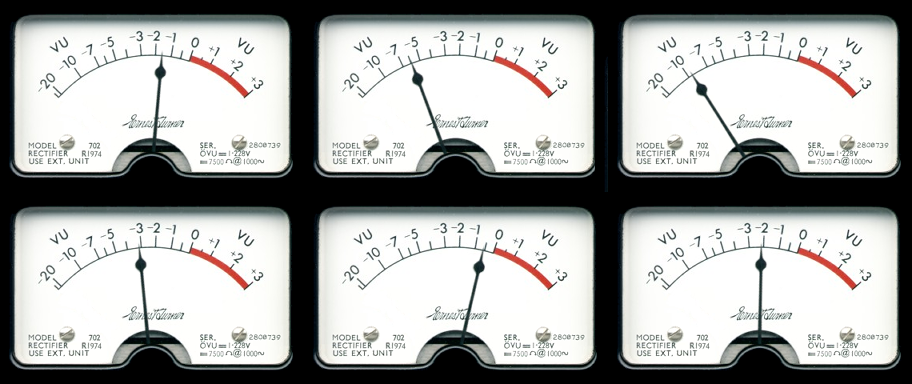
VU meter, multicanale 5.1

In seguito, al fine di conferire maggiore spazialità al suono rispetto a quella permessa dalla monofonia, nasce una tecnica di riproduzione/registrazione del suono più complessa, la stereofonia. Nella stereofonia sono presenti più flussi informativi sonori ognuno dei quali destinato ad essere riprodotto da un diverso diffusore acustico posizionato nell'ambiente d'ascolto secondo regole prestabilite. L'audio che implementa la stereofonia è chiamato audio stereofonico (anche abbreviato in audio stereo). Nell'audio stereofonico sono presenti molteplici flussi informativi elettronici rappresentanti i molteplici flussi informativi sonori della stereofonia. Sono presenti cioè molteplici canali audio, motivo per cui l'audio stereofonico è anche chiamato audio multicanale.
Inizialmente la stereofonia viene implementata utilizzando solo due flussi informativi sonori. Ben presto però, prima nel cinema (sempre alla ricerca di migliorie al fine di attrarre un maggior numero di spettatori) poi nell'industria discografia (non altrettanto interessata in quanto tecniche di riproduzione/registrazione del suono più complesse implicano per gli acquirenti maggiori spese in apparecchiature di riproduzione del suono), al fine di conferire maggiore spazialità (e quindi maggiore realismo) al suono, il numero di flussi informativi viene aumentato.
Attualmente nel cinema e nell'home theater sono utilizzati comunemente standard audio implementanti forme di stereofonia che utilizzano 6, 7, o anche 8, flussi informativi sonori. Sono stati inoltre sviluppati standard di audio digitale implementanti forme di stereofonia che utilizzano decine di flussi informativi sonori (uno di questi standard è ad esempio il Dolby TrueHD), ma è difficile prevedere se e quando verranno utilizzati tali standard al massimo delle loro capacità. Per quanto riguarda il cinema è probabile che nel prossimo futuro verranno adottate forme di stereofonia utilizzanti un numero maggiore di flussi informativi sonori visto che già ora in una sala cinematografica di medie dimensioni normalmente un canale audio viene riprodotto da più diffusori acustici. In ambito domestico invece appare improbabile che l'installazione di decine di diffusori acustici sia accolta favorevolmente. Già gli attuali 7 canali audio del Dolby Digital EX e DTS-ES utilizzati nel comune DVD-Video rappresentano un impegno non da poco, sia in termini di apparecchiature, e quindi di costi, che in termini di spazio occupato. Probabilmente in ambito domestico ci si muoverà quindi verso tecnologie di elaborazione dell'audio utilizzanti DSP in grado di riprodurre, con un numero di diffusori acustici non superiore a 7 o 8, un numero maggiore di canali audio.
Un punto è certo, più flussi informativi sonori sono implementati in origine (non in fase di riproduzione dell'audio utilizzando dei DSP che applicano algoritmi basati su principi di psicoacustica), maggiore è la precisione con cui è possibile collocare spazialmente un suono in quanto tale precisione è direttamente proporzionale al numero di flussi informativi sonori utilizzati. Maggiori flussi informativi aumentano la fedeltà di riproduzione del suono originariamente registrato.

### Audio quadrifonico
Una forma particolare di stereofonia è la quadrifonia. Nella quadrifonia sono presenti quattro flussi informativi sonori ognuno dei quali destinato ad essere riprodotto da un diverso diffusore acustico posizionato nell'ambiente d'ascolto nel modo seguente: due diffusori acustici sono posizionati frontalmente all'ascoltatore, uno sulla sinistra e uno sulla destra secondo angoli prestabiliti, e due diffusori acustici alle spalle dell'ascoltatore, di nuovo uno sulla sinistra e uno sulla destra secondo angoli prestabiliti. L'audio che implementa la quadrifonia è chiamato audio quadrifonico. Nell'audio quadrifonico sono presenti quattro flussi informativi elettronici (quindi quattro canali audio) rappresentanti i quattro flussi informativi sonori della quadrifonia.
La quadrifonia viene introdotta dall'industria discografia negli anni settanta del XX secolo. Nell'industria discografica la quadrifonia non riscuote però molto successo e presto viene abbandonata. Solo negli ultimi anni, con l'introduzione del DVD-Audio e del Super Audio CD, la quadrifonia torna ad essere utilizzata dall'industria discografica. Sia il DVD-Audio che il Super Audio CD prevedono infatti standard audio che supportano anche la quadrifonia. L'utilizzo della quadrifonia nel DVD-Audio e nel Super Audio CD attualmente rimane comunque limitata e quasi sempre si tratta della riedizione di incisioni quadrifoniche degli anni '70. Inoltre sia il DVD-Audio che il Super Audio CD rappresentano di per sé un settore di nicchia con un numero di pubblicazioni molto limitato rispetto al CD Audio.

### Audio surround

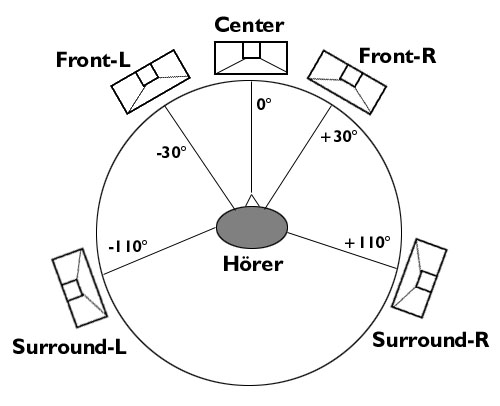
Audio surround

Nella quadrifonia, come in molte altre forme di stereofonia, è presente il surround, cioè il fronte sonoro alle spalle dell'ascoltatore. L'audio che implementa anche il surround è chiamato audio surround e il canale audio rappresentante informazioni sonore appartenenti esclusivamente al surround è chiamato canale surround. L'audio quadrifonico ad esempio presenta due canali surround: i due canali audio destinati ad essere riprodotti da diffusori acustici posizionati alle spalle dell'ascoltatore.
Commercialmente il surround appare per la prima volta in ambito cinematografico nel 1940 con il film Fantasia e, diversamente dall'ambito discografico, il suo successo andrà sempre in crescendo tranne un breve periodo negli anni sessanta del XX secolo nel quale il cinema avrà una forte crisi in seguito all'affermazione della televisione.
Riguardo alle esigenze sonore del cinema e della discografia c'è da rilevare infatti una sostanziale differenza. Le esigenze sonore nel cinema sono molto maggiori di quelle discografiche. Si pensi ad esempio ad un aereo del quale viene fatto sentire il suo arrivo in lontananza alle spalle dello spettatore, poi il passaggio sopra la testa, e infine viene fatto apparire sullo schermo. Nel cinema il surround ha una notevole importanza, è in grado di proiettare lo spettatore al centro dell'azione rappresentata sullo schermo come se si trovasse realmente all'interno di essa, ha quindi un fortissimo potere di coinvolgimento dello spettatore e di spettacolarizzazione della scena rappresentata. Al tal fine, nello specifico, si riproducono le riverberazioni naturali, come ad esempio, grotte, tunnel, etc, aggiungendo canali audio creati con specifici DSP per poter ricreare ambienti complessi, e a volte puramente irreali, dal punto di vista sonoro.
Discorso completamente diverso invece per la discografia, ma anche ad esempio per un'opera teatrale o un concerto trasmesso in televisione o pubblicato in DVD-Video. In questi casi, salvo casi particolari, il suono ha origine frontalmente e il surround è rappresentato esclusivamente dal riverbero del suono che si crea nell'ambiente d'ascolto (teatro, stadio, ecc.). Certamente tale surround non è irrilevante, il piacere di ascoltare musica nella propria abitazione con le medesime sensazioni percepite in un teatro o in uno stadio non si può considerare insignificante. Se si pensa però che i maggiori fruitori di musica sono i giovani che molto spesso la ascoltano compressa in standard MP3 e con minuscoli auricolari, si può comprendere perché nella discografia il surround non sia altrettanto affermato come nel cinema.

## Spazializzazione del suono tramite DSP
Con la diminuzione dei prezzi dell'elettronica digitale negli anni ottanta del XX secolo sono diventati disponibili per l'elettronica di consumo apparecchi audio in grado di eseguire elaborazioni sull'audio fino a qualche decennio prima impensabili. Elaborazioni volte a conferire spazialità al suono in base a principi di psicoacustica ed eseguite in tempo reale in fase di riproduzione dell'audio mediante l'uso di DSP (i DSP lavorano nel dominio digitale quindi in caso si utilizzi audio analogico questo viene convertito prima in audio digitale).
Tali elaborazioni in alcuni casi si possono considerare una discreta alternativa all'audio multicanale dotato già in origine di canali surround. I casi sono quelli già citati in cui il suono nella realtà ha origine esclusivamente frontalmente all'ascoltatore e il surround è rappresentato dal riverbero del suono. In questi casi sono in grado di creare il surround partendo da audio mancante di surround (normalmente audio stereofonico a due canali) dando vita a quelli che sono chiamati effetti d'ambiente con discreti risultati. Ciò viene implementato sia creando canali surround diffusi da diffusori acustici posizionati alle spalle dell'ascoltatore sia facendone a meno.
Altri casi in cui riescono ad ottenere discreti risultati sono nella riproduzione di audio multicanale dotato di canali surround senza l'utilizzo di diffusori acustici posizionati alle spalle dell'ascoltatore. Un esempio di questo tipo di elaborazione è il Dolby Virtual Speaker sviluppato dalla Dolby Laboratories.
I casi invece in cui ottengono risultati assolutamente insoddisfacenti sono i casi in cui il surround non riguarda solo il riverbero del suono, come ad esempio nel cinema, e l'audio elaborato non è dotato di canali surround. In tali casi, anche se creano canali surround riprodotti con diffusori acustici posizionati alle spalle dell'ascoltatore, vengono aggiunti solamente effetti d'ambiente. Nei casi in cui il surround non riguarda solo il riverbero del suono è assolutamente d'obbligo che i canali surround siano implementati in origine se si vuole dare ad ogni suono una precisa collocazione spaziale.
La maggior parte delle elaborazioni audio citate, normalmente, sono disponibili in amplificatori audio di fascia media o alta, oppure anche come processori audio indipendenti ma nell'Hi-End. Spesso non hanno una denominazione registrata come nel caso del Dolby Virtual Speaker e nei manuali solitamente sono indicate con la denominazione generica "modi DSP" mentre sul display degli apparecchi audio vengono differenziate con nomi come "rock", "pop", "cinema", "sport", ecc. i quali stanno ad indicare il tipo di contenuti audio per cui sono state sviluppate e per cui sono appropriate.

## Notazioni per i canali audio
Con l'affermarsi di modalità audio utilizzanti un numero sempre maggiore di canali audio si sono diffuse tre diversi tipi di notazioni che hanno lo scopo di fornire alcune informazioni sui canali audio e da cui è possibile, in alcuni casi, dedurre la tecnica di riproduzione del suono implementata. Tali notazioni sono:
| - A.B   | (dove A rappresenta il numero di canali a gamma completa e B il numero di canali audio LFE) |
| - A/B.C | (dove A rappresenta il numero di canali audio a gamma completa destinati ad essere riprodotti da diffusori acustici posizionati anteriormente all'ascoltatore, B il numero di canali audio a gamma completa destinati ad essere riprodotti da diffusori acustici posizionati posteriormente all'ascoltatore, e C il numero di canali audio LFE) |
| - A:B   | (dove A rappresenta il numero di canali audio discreti e B il numero di canali A sommati al numero di canali audio matriciali codificati nei canali A) |

Il primo tipo di notazione è il più diffuso ma quello che fornisce però il minor numero di informazioni sui canali audio. Con tale tipo di notazione non è possibile nella maggior parte dei casi dedurre la tecnica di riproduzione del suono implementata. Ad esempio la notazione 4.0 può riferirsi alla quadrifonia, nella quale due canali audio sono destinati ad essere riprodotti da diffusori posizionati anteriormente all'ascoltatore e due canali audio posteriormente all'ascoltatore, oppure alla modalità audio implementata dall'audio Dolby Stereo, Dolby Stereo SR e Dolby Surround nella configurazione a quattro canali audio per la quale sono previsti tre canali audio destinati ad essere riprodotti da diffusori posizionati anteriormente all'ascoltatore e un canale audio posteriormente all'ascoltatore. Con questo tipo di notazione risulta chiara la tecnica di riproduzione del suono implementata solo con le notazioni 1.0 e 2.0, rispettivamente la monofonia e la stereofonia a due canali ognuno dei quali destinato ad essere riprodotto da un diverso diffusore acustico posizionato nell'ambiente d'ascolto anteriormente all'ascoltatore, un diffusore sulla destra dell'ascoltatore e l'altro diffusore sulla sinistra dell'ascoltatore secondo angoli prestabiliti.
Il secondo tipo di notazione è molto meno usato del primo ma, indicando il numero di canali audio destinati ad essere riprodotti da diffusori acustici posizionati anteriormente all'ascoltatore e il numero di canali audio destinati ad essere riprodotti da diffusori acustici posizionati posteriormente all'ascoltatore, permette di farsi un'idea abbastanza precisa sulla tecnica di riproduzione del suono implementata. Ad esempio la notazione 3/1.0 corrisponde alla modalità audio implementata dall'audio Dolby Stereo, Dolby Stereo SR e Dolby Surround nella configurazione a quattro canali audio, mentre la notazione 2/2.0 alla quadrifonia.
Il terzo tipo di notazione permette di conoscere il numero di canali audio cosiddetti discreti, rappresentati cioè ognuno come un flusso informativo distinto, e il numero di canali cosiddetti matrix (o matriciali), codificati cioè all'interno di canali audio discreti come avviene ad esempio negli standard audio Dolby Stereo, Dolby Stereo SR, Dolby Surround, Dolby Surround Pro Logic II e Dolby Digital Surround EX.
Questo terzo tipo di notazione viene utilizzato anche in combinazione con i primi due tipi di notazione. Ad esempio, utilizzando il secondo tipo di notazione in combinazione con il terzo tipo, al Dolby Digital Surround EX, che prevede un canale audio (posteriore centrale) a gamma completa codificato nei due canali audio posteriore sinistro e posteriore destro, corrisponde la notazione 3/2:3.0 o la notazione 3/2:3.1 a seconda della presenza o meno del canale audio LFE.